# Шефір Сергій Нахманович
Сергій Нахманович Шефір (нар. 25 травня 1964, Кривий Ріг, Дніпропетровська область, УРСР) — український державний посадовець, до цього — сценарист і продюсер, директор «Студії Квартал-95».

## Життєпис
Народився 25 травня 1964 у Кривому Розі, закінчив Криворізький гірничорудний інститут.
Пізніше з братом Борисом Шефіром створював сценарії для команд КВН: «Мінськ», «Махачкалинские бродяги», «Запоріжжя-Кривий Ріг-Транзит» (Чемпіон СНД), «95-й квартал», «Збірна ХХ століття», «Збірна XXI століття».
В статусі режисера, продюсера, сценариста, грав в командах «Криворізька шпана» і «Запоріжжя-Кривий Ріг-Транзит».

### Державно-політична діяльність
З 21 травня 2019 року — перший помічник VI президента України Володимира Зеленського.
В Офісі президента він поміж іншого займався контактами з великим бізнесом в Україні та за кордоном. У 2021 році супроводжував Зеленського на зустрічі з головою ради директорів компанії ArcelorMittal Лакшмі Мітталом.
30 березня 2024 року звільнений з посади першого помічника Президента України.

## Замах
22 вересня 2021 року, близько 10:00 за київським часом, між селами Ходосівка і Лісники на Київщині було із автомата обстріляно автомобіль Audi Сергія Шефіра. У машину потрапило 18 куль (за іншими даними - 10), водія Олександра Іванька було поранено, сам Шефір не постраждав. Іванька доставили до відділення інтенсивної терапії, його стан був стабільним без загрози життю.
Генеральна прокурорка України Ірина Венедіктова повідомила, що було відкрито справу з попередньою кваліфікацією «замах на вбивство двох і більше осіб».
За даними радника міністра МВС Антона Геращенка, авто не було броньованим, а Шефір не користувався охороною. Як заявив Давид Арахамія, було влаштовано засідку в лісі, звідки й вели стрілянину. Зеленський записав відеозвернення, заявивши, що не знає, хто стоїть за замахом. Згодом виявилося, що охорону Шефір мав, але в момент нападу із неназваних причин її не було поряд.
Радник керівника Офісу президента Михайло Подоляк заявив, що обстріл є «замахом на прагнення Зеленського зламати систему». Подоляк вважає, що Шефіра було обрано, бо він є членом команди і другом Зеленського.
Сам Шефір розповів під час брифінгу МВС України про обстріл, заявивши, що не займається справами, які б могли стати причиною нападу на нього особисто, назвавши метою замаху вплив на команду Зеленського.

## Родина та особисте життя
- Мати — Маргарита Борисівна Шефір (нар. 23 лютого 1937).
- Батько — Нахман Мейлахович Шефір, винахідник.[20]
- Дружина — Лариса Миколаївна Шефір.
- Син — Микита Шефір.

## Фільмографія

### Сценарист
- 2005 — Їсти подано! (Україна)
- 2006 — Професор у законі (Україна)
- 2010 — Новорічні свати (Україна)
- 2011 — Легенда. Людмила Гурченко (Україна)

### Продюсер
- 2008 — Свати (Україна)
- 2009 — Чудо (Україна)
- 2009 — Свати 2 (Україна)
- 2009 — Свати 3 (Україна)
- 2009 — Як козаки … (Україна)
- 2010 — Свати 4 (Україна)
- 2010 — Новорічні свати (Україна)
- 2011 — Свати 5 (Україна)
- 2011 — Я буду поруч
- 2012 — 8 перших побачень
- 2012 — Ржевський проти Наполеона